# Live Santa Monica '72
Albums de David Bowie
The Best of David Bowie 1980/1987
(2007) iSELECT
(2008)
Live Santa Monica '72 est un album live de David Bowie sorti en 2008.
Il s'agit de l'enregistrement du concert donné par Bowie le 20 octobre 1972 au Civic Auditorium (en) de Santa Monica, en Californie, durant la tournée de promotion de l'album The Rise and Fall of Ziggy Stardust and the Spiders from Mars. Ce concert a longtemps circulé parmi les fans du chanteur sous forme de bootleg avant de connaître une première parution semi-officielle en 1994-1995 sur les labels Golden Years (au Royaume-Uni) et Griffin Music (aux États-Unis) sous le titre Santa Monica '72.
Live Santa Monica '72 est repris dans le coffret Five Years (1969–1973), sorti en 2015.

## Titres
Toutes les chansons sont écrites et composées par David Bowie, sauf mention contraire.
| No  | Titre                  | Auteur                    | Durée |
| --- | ---------------------- | ------------------------- | ----- |
| 1.  | Introduction           |                           | 0:13  |
| 2.  | Hang On to Yourself    |                           | 2:46  |
| 3.  | Ziggy Stardust         |                           | 3:23  |
| 4.  | Changes                |                           | 3:27  |
| 5.  | The Supermen           |                           | 2:55  |
| 6.  | Life on Mars?          |                           | 3:28  |
| 7.  | Five Years             |                           | 4:32  |
| 8.  | Space Oddity           |                           | 5:05  |
| 9.  | Andy Warhol            |                           | 3:50  |
| 10. | My Death               | Jacques Brel, Mort Shuman | 5:51  |
| 11. | The Width of a Circle  |                           | 10:44 |
| 12. | Queen Bitch            |                           | 3:00  |
| 13. | Moonage Daydream       |                           | 4:53  |
| 14. | John, I'm Only Dancing |                           | 3:16  |
| 15. | Waiting for the Man    | Lou Reed                  | 5:45  |
| 16. | The Jean Genie         |                           | 4:00  |
| 17. | Suffragette City       |                           | 4:12  |
| 18. | Rock 'n' Roll Suicide  |                           | 3:01  |

## Musiciens
- David Bowie : guitare, chant
- Mick Ronson : guitare, basse, chant
- Trevor Bolder : basse
- Mick Woodmansey : batterie
- Mike Garson : claviers